# Югас, Якуб
Я́куб Ю́гас (чеш. Jakub Jugas; родился 5 мая 1992 года в Отроковице, Чехословакия) — чешский футболист, защитник клуба «Краковия» и сборной Чехии.

## Клубная карьера

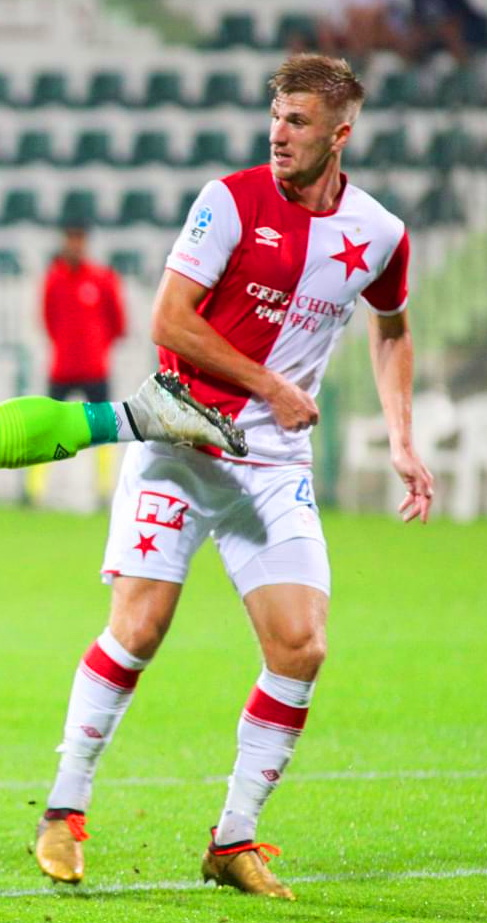
Югас в составе «Славии»

Югас — воспитанник клуба «Фастав». 28 августа 2010 года в матче против «дублёров» пражской «Спарты» он дебютировал во Второй лиге Чехии. Летом 2012 года Якуб на правах аренды перешёл в «Пршибрам». 28 сентября в матче против «Высочины» он дебютировал в Гамбринус лиге. 17 августа 2013 года в поединке против «Баника» Югас забил свой первый гол за «Пршибрам».
Летом 2014 года Якуб был отдан в аренду в «Зброёвку». 26 июля в матче против «Яблонца» он дебютировал за новую команду. 2 августа в поединке против «Градец-Кралове» Югас забил свой первый гол за «Зброёвку».
Летом 2015 года Якуб вернулся в «Фастав». 30 июля 2016 года в матче против своего бывшего клуба «Пршибрама» он забил свой первый гол за родную команду. В 2017 году Югас помог Фаставу завоевать Кубок Чехии. Летом того же года Якуб перешёл в столичную «Славию». 29 июля в матче против «Теплице» он дебютировал за новую команду.

## Международная карьера
В 2011 году Югас в составе юношеской сборной Чехии занял второе место на юношеском чемпионате Европы в Румынии. На турнире он сыграл в матче против команды Греции.
В 2015 году в составе молодёжной сборной Чехии Якуб принял участие в домашнем молодёжном чемпионате Европы. На турнире он был запасным и на поле не вышел.
1 июня 2018 года дебютировал за главную сборную страны в товарищеском матче против сборной Австралии. Матч закончился поражением чехов 0:4, где Югас на 80-й минуте забил мяч в свои ворота.

## Статистика выступлений за сборную
| Матчи Якуба Югаса за сборную Чехии | Матчи Якуба Югаса за сборную Чехии | Матчи Якуба Югаса за сборную Чехии | Матчи Якуба Югаса за сборную Чехии | Матчи Якуба Югаса за сборную Чехии | Матчи Якуба Югаса за сборную Чехии | Матчи Якуба Югаса за сборную Чехии |
| ---------------------------------- | ---------------------------------- | ---------------------------------- | ---------------------------------- | ---------------------------------- | ---------------------------------- | ---------------------------------- |
| №                                  | Дата                               | Оппонент                           | Счёт                               | Голы                               | Соревнование                       |                                    |
| 1                                  | 1 июня 2018                        | Австралия                          | 0:4                                | -                                  | Товарищеский матч                  |                                    |
| 2                                  | 6 июня 2018                        | Нигерия                            | 1:0                                | -                                  | Товарищеский матч                  |                                    |

## Достижения
Командные
 «Фастав Злин»
- Обладатель Кубка Чехии — 2016/17

 «Славия Прага»
- Обладатель Кубка Чехии — 2017/18

Международные
 Чехия (до 19)
- Юношеский чемпионат Европы — 2011